# Ministério do Planeamento (Angola)
| Ministério do Planeamento                                                    |                                 |
| Edifício CIF Luanda One, Avenida 1º Congresso do MPLA, Luanda, LU mep.gov.ao |                                 |
| Criação                                                                      | 28 de setembro de 2017 (7 anos) |
| Atual ministro                                                               | Victor Hugo Guilherme           |

O Ministério do Planeamento (MEP/MINPLAN) é um órgão do Governo da República de Angola que, em sua estrutura administrativa, cuida da formulação da política econômica e terrotorial nacional, de execução das políticas de planeamento estratégico nacional, de planejar orçamentos e custos, analisar a viabilidade de projetos, bem como da política macroeconómica, de investimento público, de parcerias público-privadas e de cooperação internacional para o desenvolvimento. Sua autoridade superior é o Ministro do Planeamento.

## Histórico
As raízes do ministério estão no Acordo do Alvor, que estabeleceu o Conselho Presidencial do Governo de Transição. Foi criada a pasta do Ministério da Economia em 15 de janeiro de 1975, liderada pelo ministro Vasco Vieira de Almeida, da Junta de Salvação Nacional portuguesa. Além do gabinete ministerial, possuía três secretarias especiais: Secretaria de Estado da Indústria e Energia, sob comando de Augusto Lopes "Tutu" Teixeira; Secretaria de Estado das Pescas, sob comando de Manuel Alberto Teixeira Coelho, e; Secretaria de Estado do Comércio e Turismo, sob comando de Graça Tavares. Foi, igualmente, criada a pasta Ministério do Planeamento e Finanças, a cargo do ministro Saíde Mingas. Em agosto do mesmo ano as funções foram suspensas.
Em 12 de novembro de 1975 os ministérios foram recriados separadamente como "Ministério do Plano", com as funções de planeamento econômico e da planificação econômica angolana, enquanto que o Ministério das Finanças absorveu as atribuições de execução econômica nacional. Em 2004 foi recriado o "Ministério da Economia", a partir da absorção de atribuições das pastas de finanças e de planeamento. Em 2017 os ministérios foram extintos e suas estruturas fundidas para formar o "Ministério da Economia e Planeamento". Em 16 de abril de 2024 a função Economia foi retirada, voltando a denominar-se "Ministério do Planeamento".
Suas denominações históricas de 1975 a 2017 foram:
- 1975–1994: Ministério do Plano;
- 1994–1996: Ministério do Planeamento e da Coordenação Económica;
- 1996–2012: Ministério do Planeamento;
- 2012–2017: Ministério do Planeamento e Desenvolvimento Territorial;
- 2004–2017: Ministério da Economia;
- 2017–2024: Ministério da Economia e Planeamento.

O atual Ministro do Planeamento é Victor Hugo Guilherme.

### Lista de ministros

#### Economia
| Ministro                      | Início | Fim  |
| ----------------------------- | ------ | ---- |
| Manuel Nunes Júnior           | 2004   | 2010 |
| Abraão Pio dos Santos Gourgel | 2010   | 2017 |

#### Plano/Planeamento e da Coordenação Económica/Planeamento/Planeamento e Desenvolvimento Territorial
| Ministro                               | Início | Fim  |
| -------------------------------------- | ------ | ---- |
| Carlos Alberto Rocha Oliveira Dilolwa  | 1975   | 1978 |
| José Eduardo dos Santos                | 1978   | 1979 |
| Roberto Francisco de Almeida           | 1979   | 1981 |
| Lopo do Nascimento                     | 1981   | 1986 |
| António Henriques da Silva             | 1986   | 1990 |
| Fernando José de França Dias Van-Dúnem | 1990   | 1991 |
| Emmanuel Moreira Carneiro              | 1991   | 1992 |
| José Pedro de Morais                   | 1992   | 1996 |
| Emmanuel Moreira Carneiro              | 1996   | 1999 |
| Ana Dias Lourenço                      | 1999   | 2012 |
| Job Graça                              | 2012   | 2017 |

#### Planeamento/Economia e Planeamento
| Ministro                            | Início | Fim        |
| ----------------------------------- | ------ | ---------- |
| Pedro Luís da Fonseca               | 2017   | 2019       |
| Manuel Neto da Costa                | 2019   | 2020       |
| Sérgio de Sousa Mendes dos Santos   | 2020   | 2021       |
| Mário Augusto Caetano João de Sousa | 2021   | 2023       |
| Victor Hugo Guilherme               | 2024   | atualidade |